# Опора (статика)

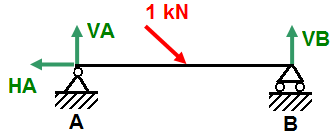
Балка на двох опорах. Ліворуч шарнірно-нерухома опора, праворуч шарнірно-рухома опора та відповідні для них реакції

Опо́ра у статиці — елемент конструкції, що сприймає зовнішні сила та/або моменти сил. У статиці за прийнятою класифікацією в опорі матеріалів розрізняють три типи опор за кількістю ступенів вільності:
- шарнірно-рухома опора, що накладає заборону на переміщення у певному напрямку (перпендикулярно до опорної поверхні); єдина опорна реакція діє у цьому ж напрямку; опора допускає переміщення вздовж опорної поверхні та поворот балки відносно точки закріплення (шарніра);
- шарнірно-нерухома опора допускає лише поворот балки; реакція цієї опори має дві складові Rx та Ry ;
- жорстке затиснення або защемлення виключає можливість переміщень та повороту балки. Реакції затиснення - Rx, Ry та реактивний момент MR.

Конструкції мостів часто виконують у вигляді балки на двох опорах, що дає можливість компенсувати теплове видовження без появи додаткових внутрішніх напружень.